# 施瓦岑贝格咖啡馆

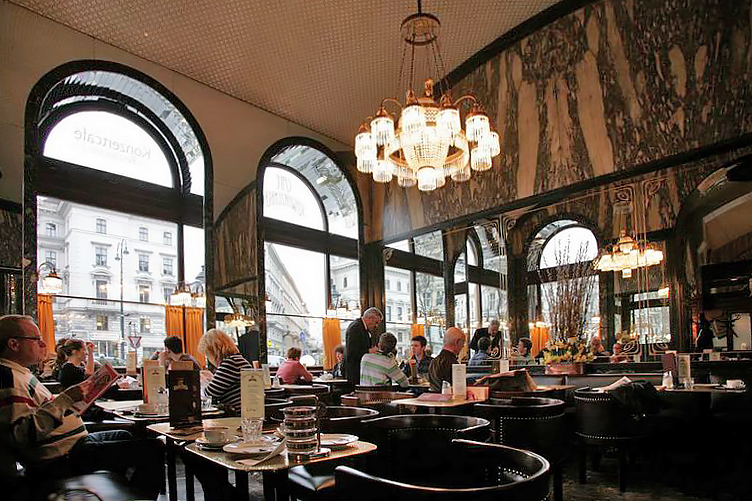
施瓦岑贝格咖啡馆

施瓦岑贝格咖啡馆（Café Schwarzenberg）是一个传统的维也纳咖啡馆，位于奥地利维也纳内城区著名的林荫大道戒指路（克恩滕戒指路17号），靠近施瓦岑贝格广场。与其他许多传统的维也纳咖啡馆不同，施瓦岑贝格咖啡馆不是没有迎合艺术家和知识分子顾客。内部大体保持19世纪开业时的原貌。

## 历史

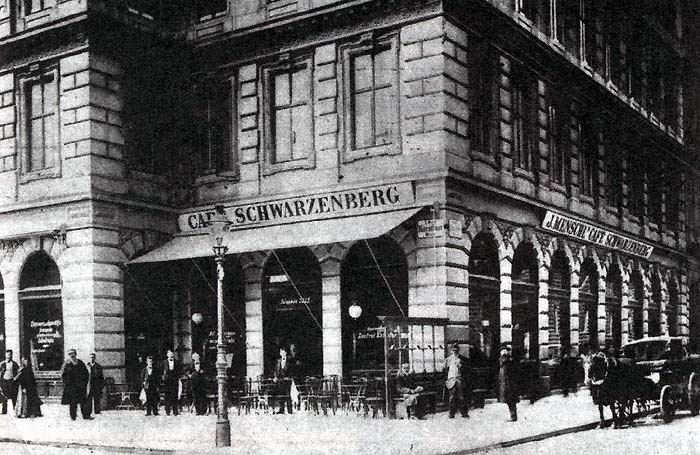
施瓦岑贝格咖啡馆，19世纪末

施瓦岑贝格咖啡馆是戒指路上现存最古老的咖啡馆，1861年在戒指路修筑期间开业，迅速成为有影响力的企业家和金融家重要的聚会场所。其中著名的常客是建筑师约瑟夫·霍夫曼（1870年至1956年），维也纳工坊的创始人之一。许多霍夫曼的设计都在施瓦岑贝格咖啡馆起草。
第二次世界大战战后，同盟国军事占领奥地利，苏联红军将其作为军官食堂，装饰被破坏。
今天，施瓦岑贝格咖啡馆及其在戒指路人行道上的露天餐饮花园，是受游客和当地人欢迎的场所。咖啡馆举办各种文化活动，如阅读和音乐会，咖啡馆音乐（Kaffeehausmusik）。在维也纳舞会季，施瓦岑贝格咖啡馆是为数不多提供匈牙利汤和啤酒早餐的咖啡馆之一。